# متحف سالفاتوري فيراغامو
متحف سالفاتوري فيراغامو في مدينة فلورنسا بإيطاليا هو متحف أزياء مخصص لحياة وعمل مصمم الأحذية الإيطالي سالفاتوري فيراغامو وشركته التي تحمل اسمه. يحتوي المتحف على 10000 نموذج من الأحذية التي ابتكرها وامتلكها فيراغامو من عشرينيات القرن الماضي حتى وفاته في عام 1960. بعد وفاة فيراغامو ، تم توسيع المجموعة من قبل أرملته وأطفاله. يضم المتحف أيضًا أفلامًا ومقتطفات صحفية ومواد دعائية وملابس وإكسسوارات من الخمسينيات وحتى يومنا هذا.
افتتح المتحف في مايو 1995 بعد نجاح جولة في تاريخ شركة فيراغامو. يقع المتحف في قصر سبيني فيروني التاريخي ، الذي اشتراه فيراغامو في الثلاثينيات.

## روابط خارجية
- Official site